# 指定事項
指定事項（していじこう）とは、総務大臣（もしくは総合通信局長）が、電波法の規定により予備免許または免許を与えた無線局に対し指定する事項である。
指定事項には、「工事落成の期限」、「電波の型式及び周波数」、「識別信号」、「空中線電力」並びに「運用許容時間」がある。無線局予備免許通知書にはすべての指定事項が、無線局免許状には工事落成の期限を除く指定事項が明記されている。
いずれも申請者があらかじめ希望を申し出ることはできるが、最終決定権限は総務大臣（もしくは総合通信局長）にあり、申請者が指定することはできない。